# 71615 Ramakers
71615 Ramakers è un asteroide della fascia principale. Scoperto nel 2000, presenta un'orbita caratterizzata da un semiasse maggiore pari a 2,7212593 au e da un'eccentricità di 0,1513351, inclinata di 12,02564° rispetto all'eclittica.